# Senegal na zimowych igrzyskach olimpijskich
Senegal wystartował po raz pierwszy na zimowych IO w 1984 roku na igrzyskach w Sarajewie. Od tamtej pory wystartował na zimowych igrzyskach jeszcze czterokrotnie. Do tej pory nie zdobył żadnego medalu.

## Klasyfikacja medalowa
| Igrzyska         | Złoto | Srebro | Brąz | Razem |
| ---------------- | ----- | ------ | ---- | ----- |
| 1984 Sarajewo    | 0     | 0      | 0    | 0     |
| 1992 Albertville | 0     | 0      | 0    | 0     |
| 1994 Lillehammer | 0     | 0      | 0    | 0     |
| 2006 Turyn       | 0     | 0      | 0    | 0     |
| 2010 Vancouver   | 0     | 0      | 0    | 0     |
| Razem            | 0     | 0      | 0    | 0     |